# 249160 Urriellu
249160 Urriellu este un asteroid din centura principală de asteroizi.

## Descriere
249160 Urriellu este un asteroid din centura principală de asteroizi. A fost descoperit pe 25 ianuarie 2008 la La Cañada de Juan Lacruz. Asteroidul prezintă o orbită caracterizată de o semiaxă mare de 3,07 ua, o excentricitate de 0,12 și o înclinație de 10,6° în raport cu ecliptica.